# Odontoperas lineata
Odontoperas lineata är en fjärilsart som beskrevs av Sergius G. Kiriakoff 1968. Odontoperas lineata ingår i släktet Odontoperas och familjen tandspinnare. Inga underarter finns listade i Catalogue of Life.